# IC 1502
IC 1502 је лентикуларна галаксија у сазвјежђу Цефеј која се налази на листи објеката дубоког неба у Индекс каталогу.
Деклинација објекта је + 75° 38' 51" а ректасцензија 23h 36m 20,1s. Привидна величина (магнитуда) објекта IC 1502 износи 13,9 а фотографска магнитуда 14,8. IC 1502 је још познат и под ознакама UGC 12706, UGC 12105, MCG 13-1-2, CGCG 344-3, CGCG 359-5, MCG 12-1-1, PGC 71864.